# Pseudonapomyza eurasiatica
Pseudonapomyza eurasiatica är en tvåvingeart som beskrevs av Zlobin 2002. Pseudonapomyza eurasiatica ingår i släktet Pseudonapomyza och familjen minerarflugor. Inga underarter finns listade i Catalogue of Life.